# Gran Premi de Sud-àfrica del 1969
Resultats del Gran Premi de Sud-àfrica de Fórmula 1 de la temporada 1969, disputat al circuit de Kyalami l'1 de març del 1969.

## Resultats
| Pos | No | Pilot                | Equip           | Voltes | Temps/ Retirada       | Pos. de sortida | Punts |
| --- | -- | -------------------- | --------------- | ------ | --------------------- | --------------- | ----- |
| 1   | 7  | Jackie Stewart       | Matra - Ford    | 80     | 1h 50' 39. 1          | 4               | 9     |
| 2   | 2  | Graham Hill          | Lotus - Ford    | 80     | + 18.8 s              | 7               | 6     |
| 3   | 5  | Denny Hulme          | McLaren - Ford  | 80     | + 31.8 s              | 3               | 4     |
| 4   | 4  | Jo Siffert           | Lotus - Ford    | 80     | + 49.2 s              | 12              | 3     |
| 5   | 6  | Bruce McLaren        | McLaren - Ford  | 79     | + 1 Volta             | 8               | 2     |
| 6   | 8  | Jean Pierre Beltoise | Matra - Ford    | 78     | + 2 Voltes            | 11              | 1     |
| 7   | 11 | Jackie Oliver        | BRM             | 77     | + 3 Voltes            | 14              |       |
| 8   | 17 | Sam Tingle           | Brabham - Repco | 73     | + 7 Voltes            | 17              |       |
| NC  | 19 | Peter de Klerk       | Brabham - Repco | 67     | No classificat        | 16              |       |
| Ret | 2  | Jochen Rindt         | Lotus - Ford    | 44     | Bomba del combustible | 2               |       |
| Ret | 10 | John Surtees         | BRM             | 40     | Motor                 | 18              |       |
| Ret | 12 | Pedro Rodríguez      | BRM             | 38     | Pèrdua d'aigua        | 15              |       |
| Ret | 9  | Chris Amon           | Ferrari         | 34     | Motor                 | 5               |       |
| Ret | 14 | Jack Brabham         | Brabham - Ford  | 32     | Direcció              | 1               |       |
| Ret | 3  | Mario Andretti       | Lotus - Ford    | 31     | Caixa canvi           | 6               |       |
| Ret | 16 | John Love            | Lotus - Ford    | 31     | Encesa                | 10              |       |
| Ret | 15 | Jacky Ickx           | Brabham - Ford  | 20     | Encesa                | 13              |       |
| Ret | 18 | Basil van Rooyen     | McLaren - Ford  | 12     | Frens                 | 9               |       |

## Altres
- Pole: Jack Brabham 1' 20. 0

- Volta ràpida: Jackie Stewart 1' 21. 6 (a la volta 50)